# سلوکوس سلوکیه‌ای
سلوکوس سلوکیه‌ای متولد ۱۹۰ پیش از میلاد که در دهه ۱۵۰ پیش از میلاد فعال بود، یک ستاره‌شناس و فیلسوف یونانی‌گرا بود.
او زاده سلوکیه بین‌النهرین، پایتخت امپراتوری سلوکی است یا سلوکیه واقع در دریای اریتره،
بیش از هرچیزی به دلیل حمایت از نظریه خورشید مرکزی آریستارخوس
و نظریه‌اش در مورد منشا جزر ومد، شناخته می‌شود.